# Palais Coletti
Pour les articles homonymes, voir Coletti.
Le palais Coletti est un palais de Venise, sur le canal de Cannaregio dans le sestiere de Cannaregio.